# Revkî, Lebedîn
Revkî (în ucraineană Ревки) este un sat în comuna Bîșkin din raionul Lebedîn, regiunea Sumî, Ucraina.

## Demografie
Componența lingvistică a localității Revkî
     Ucraineană (95,73%)
     Rusă (4,27%)
Conform recensământului din 2001, majoritatea populației localității Revkî era vorbitoare de ucraineană (95,73%), existând în minoritate și vorbitori de rusă (4,27%).